# Varasdy Emmi
Varasdy Emmi (Szombathely, 1925. július 29. – 2020. március 6. vagy előtte) magyar zongoraművész, egyetemi tanár, korrepetitor. Zempléni Kornél zongoraművész felesége, Zempléni Mária opera-énekesnő, Zempléni László zeneszerző és Zempléni Tamás kürtművész édesanyja.

## Élete
Tanulmányait 1942 és 1949 között a budapesti Liszt Ferenc Zeneművészeti Főiskola zongora és kamarazene szakán Székely Arnold, Faragó György, Böszörményi-Nagy Béla, Solymos Péter és Weiner Leó növendékeként végezte. 1949-től 1982-ig a Zeneakadémia ének szakának korrepetitora, 1982-től tanszékvezető egyetemi tanára volt. Közreműködött az Országos (majd Nemzeti) Filharmónia, a Magyar Rádió illetve Televízió hangversenyeiben. Hosszú aktív pályafutása alatt világhírű magyar és külföldi, hangszeres és énekes szólistákkal dolgozott együtt.

## Díjak, elismerések
- Munka Érdemrend arany fokozata
- Magyar Köztársasági Arany Érdemkereszt (2001)[4]